# جامعة مودينا وريدجو إميليا
جامعة مودينا وريجيو اميليا (باللغة الإيطالية: Università degli Studi di Modena e Reggio Emilia)، تقع في مدينتي مودينا وريجيو اميليا التابعتين لمنطقة إميليا رومانيا في إيطاليا، تعتبر واحدة من أقدم الجامعات في إيطاليا، حيث تأسست في عام 1175 م، وتستقبل أكثر من 20,000 طالب وطالبة.
الجامعة في القرون الوسطى اختفت في 1338 وحلت محلها «الثلاث محاضرين العامة» التي لم تحصل على درجات، وعلقت في 1590 «لعدم وجود المال». ثم أُعيد تأسيس جامعة مودينا في 1680 ولم تحصل على الميثاق الإمبراطوري حتى 1685 .

## الكليات
تنقسم الجامعة إلى اثني عشر كلية، بعضها في مودينا وبعضها في ريجيو اميليا.
الكليات التي تقع في مودينا:
- في وسط المدينة:
- كلية الاقتصاد
- كلية القانون
- كلية الآداب والفلسفة والعلوم الإنسانية

- في المستشفى:
- الطب والجراحة

- في الحرم الجامعي:
- كلية البيولوجيا والتكنولوجيا الحيوية
- كلية الصيدلة
- كلية الكيمياء
- كلية الرياضيات، الفيزياء والعلوم الطبيعية
- كلية الهندسة

الكليات التي في ريجيو اميليا تقع في عنوانين:
- في طريق أمندولا:
- كلية الزراعة
- كلية الهندسة

- في طريق أليغري:
- كلية علم الاتصالات والإقتصاد
- كلية التربية